# Jezioro Krzywe (Równina Drawska)
Jezioro Krzywe (także Łasko Krzywe, Łasko) – jezioro na Równinie Drawskiej, położone w województwie zachodniopomorskim, w powiecie choszczeńskim, w gminie Bierzwnik, w Puszczy Drawskiej.
Powierzchnia zbiornika wynosi 18,10 ha. Maksymalna głębokość jeziora wynosi 4,7 m. 
Zbiornik znajduje się w zlewni Mierzęckiej Strugi. Jezioro Krzywe ma wydłużony kształt o przebiegu południkowym.
Południowy i wschodni brzeg jeziora jest otoczony lasem Puszczy Drawskiej. Ok. 0,5 km na północny zachód leży wieś Łasko.